# Il fronte del silenzio
Il fronte del silenzio (Time Limit) è un film del 1957 diretto da Karl Malden.
Tratto da un dramma di Henry Denker e Ralph Berkey, è l'unica regia dell'attore statunitense che appare anche, non accreditatovi, nel ruolo di un prigioniero.
Richard Basehart, coprotagonista nel film, fu candidato ai BAFTA al miglior attore non protagonista nel 1958.

## Trama
Il colonnello William Edwards viene incaricato di indagare sul maggiore Harry Cargill, accusato di tradimento per aver collaborato con il nemico mentre era prigioniero in un campo nordcoreano durante la guerra di Corea. Cargill non solo ammette la sua colpevolezza senza esitazioni, ma fornisce anche prove inconfutabili: ha firmato una confessione in cui riconosce l'uso di armi batteriologiche da parte degli Stati Uniti e ha trasmesso per radio discorsi di propaganda antiamericana. Il caso sembra chiuso ma Edwards si insospettisce quando nota che l'imputato si rifiuta di difendersi e che i superstiti della sua unità ripetono tutti la stessa versione degli eventi, come se fosse stata memorizzata. L'interesse del generale Connors, superiore di Edwards, complica ulteriormente la vicenda. Uno dei soldati morti nel campo di prigionia era suo figlio, il capitano Joe Connors, e il generale preme affinché si proceda immediatamente con la corte marziale. Tuttavia, Edwards decide di approfondire il caso, convinto che dietro la versione ufficiale si celi una verità più complessa. L'indagine porta alla scoperta di un evento chiave avvenuto nel campo: il tenente Harvey  era stato ucciso nel tentativo di fuggire e, poco dopo, il capitano Connors era stato accusato di averlo tradito sotto tortura. I prigionieri, guidati da Cargill, avevano deciso di punirlo sommariamente ed eseguire una condanna immediata. Nel frattempo, il comandante del campo, il colonnello Kim, aveva imposto a Cargill un ultimatum: collaborare con il nemico o vedere i suoi uomini giustiziati. Mentre le pressioni aumentano, Edwards si scontra con il generale Connors sulla concezione della giustizia militare e sul peso delle decisioni prese in condizioni estreme. L'ufficiale continua a cercare risposte, cercando di capire se la scelta di Cargill sia stata un atto di debolezza o un disperato tentativo di salvare vite umane. Quando la verità viene finalmente rivelata, Edwards deve prendere una decisione difficile sul destino del maggiore, mentre il dibattito morale sulle responsabilità di un soldato in guerra rimane aperto.